# 華沙美人魚雕像 (老城區)

華沙市徽即以美人魚作為象徵

華沙美人魚雕像（波蘭語：Pomnik Syreny w Warszawie）位於波蘭首都華沙老城區市集廣場，由康斯坦蒂‧黑格爾 (Konstanty Hegel) 在1855年創作。美人魚是華沙的象徵，同時也是華沙的守護神。從16世紀開始，美人魚就出現在華沙的盾徽上，市內也能看見許多與美人魚相關的事物。目前矗立在廣場的雕像非原先1855年打造的雕像，而是以鋅鑄造的現代複製品，原來的銅造美人魚目前在華沙歷史博物館展出。